# Urosigalphus panamaensis
Urosigalphus panamaensis är en stekelart som beskrevs av Gibson 1972. Urosigalphus panamaensis ingår i släktet Urosigalphus och familjen bracksteklar. Inga underarter finns listade i Catalogue of Life.